# Тупичев
Тупи́чев (укр. Тупичів) — село в Черниговском районе Черниговской области Украины, административный центр Тупичевской сельской общины. До 2017 года было центром Тупичевского сельсовета, до 17 июля 2020 года было на территории ныне упразднённого Городнянского района.
Код КОАТУУ — 7421488401. Население по переписи 2001 года составляло 2142 человека.
До 2017 было административным центром Тупичевского сельского совета, в который, кроме села входил посёлок Тополевка.

## Географическое положение
Село Тупичев находится на правом берегу реки Крюкова,
ниже по течению на расстоянии в 1,5 км расположено село Великий Листвен.
Через село проходит автомобильная дорога Т-2512. В селе расположен парк-памятник садово-паркового искусства местного значения «Тупичевский парк» площадью 3 га.

## История
- Первое упоминание о селе Тупичев относится к 1526 году[4].

## Экономика
- «Тупичевске», сельскохозяйственное ООО.
- ГК «Укрспирт»
- Детский кардиологический санаторий.

## Объекты социальной сферы
- Школа.
- Детский сад. (реконструкция в 2010)
- Дом культуры. (закрыт в 1993, с 1991 был выделен участок под застройку нового корпуса, с 1995 года по настоящее время строительство заброшено)
- Больница.
- Дом престарелых.
- Церковь. (открыта с 1993)
- Детский санаторий (закрыт в 1990)

## Достопримечательности
- Братская могила советских воинов.
- Живописный парк с вековыми деревьями, преимущественно липами. Памятник садово-паркового искусства.

## Персоналии
- Кац, Зельман Менделевич (1911—2007) — советский поэт.
- Велигорский Василий Степанович (1923—2014) — участник Великой Отечественной войны, награждён Орденом Великой Отечественной войны 1 степени и тремя орденами Красной звезды
- Вишня Иван Семенович — уроженец села Тупичева. Многолетний повар генерала Александра Андреевича Свечина. Повар 1 категории ресторана «Десна» Черниговского треста столовых. В соответствии со свидетельством от 16 апреля 1954 года № 0545 Министром торговли СССР А. И. Микояном удостоен звания «мастер-повар»
- Лях Анна Михайловна — полевод Тупичевского колхоза имени М. В. Фрунзе. Награждена Орденом Октябрьской Революции (1977)
- Онищенко Любовь Яковлевна (1937—2007) — оператор животноводческого комплекса Тупичевского колхоза имени М. В. Фрунзе. Награждена орденами Октябрьской Революции (1976), Трудового Красного Знамени (1971), Ленина (1980)
- Павлусенко Мария Ивановна (1919—2004) — звеньевая Тупичевского колхоза имени М. В. Фрунзе. Герой Социалистического Труда СССР (1967), награждена Орденом Ленина (1967)
- Савенко Михаил Кузьмич — заведующий производственным участком полеводства Тупичевского колхоза имени М. В. Фрунзе. Награждён Орденом Ленина (1966)
- Свечин Александр Андреевич (1878—1938) — русский и советский военный историк и теоретик, генерал-майор. Участник русско-японской войны (1904—1905) и Первой мировой войны (1915—1917)
- Смирнов Алексей Николаевич — участник Великой Отечественной войны, председатель колхоза имени М. В. Фрунзе с 1959 по 1977 г. Награждён Орденом Ленина
- Стадню́к Ива́н Фо́тиевич (1920—1994) — советский прозаик, сценарист, драматург и военный журналист. Выпускник Тупичевской средней школы
- Феськовец Алекандр Степанович (1940—2013) — звеньевой Тупичевского колхоза имени М. В. Фрунзе — полевод. Герой Социалистического труда СССР (1988). Награждён орденами Ленина (1981 и 1988) и Орденом Трудового Красного Знамени (1972). Лауреат Государственной премии УССР